# Jannika B
Jannika B (egentligen Jannika Ona Elisabeth Wirtanen, född Bergroth), född 28 februari 1985 i Ekenäs, är en finlandssvensk sångerska och låtskrivare. 

## Karriär
Jannika B:s professionella musikkarriär började när hon deltog i musiktävlingen Idols 2007 och 2008, samt i X Factor 2009. Hon har främst producerat och framfört musik på finska, men också på svenska och engelska. 
Hon har gett ut tre studioalbum, Kaikki rohkeus (2013),Šiva (2014) och Toinen nainen (2019). Hon gav ut sina första singlar på svenska 2008 (Du och jag) och 2009 (Du är mitt allt), samt sin första finska singel (Onnenpäivä) år 2011.
I februari 2012 grundade hon sitt eget skivbolag Ona med distributionsavtal med Sony Music.
Hon har medverkat i flera TV-program, bland dem Dansar med stjärnor,  Tähdet, tähdet, X Factor, Idols, och The Voice of Finland.  Hon har fungerat som domare i Idols, MGP och i Finlands Eurovisionsjury.
Jannika B är tradenom samt Master of Business Administration 

## Familj
Jannika B föddes i Ekenäs men växte upp i Karleby. Hon har två äldre bröder. Jannika B är gift med Toni Wirtanen som är känd från Apulanta. Paret har en dotter som är född 2015.

## Diskografi

### Album
| Year | Album          |
| ---- | -------------- |
| 2013 | Kaikki rohkeus |
| 2014 | Šiva           |
| 2019 | Toinen nainen  |

### Singlar
| Year | Single                         | Album                        |
| ---- | ------------------------------ | ---------------------------- |
| 2011 | "Onnenpäivä"                   | Kaikki rohkeus               |
| 2012 | "Hulluksi onnesta"             | Kaikki rohkeus               |
| 2012 | "Seuraavaan elämään"           | Kaikki rohkeus               |
| 2013 | "Pohjanmaan"                   | Kaikki rohkeus               |
| 2013 | "Tarttuu muhun"                | Kaikki rohkeus               |
| 2014 | "Jääkausi"                     | Siva                         |
| 2014 | "Itseni hera"                  | Siva                         |
| 2014 | "Siva"                         | Siva                         |
| 2016 | "Niagara"                      | –                            |
| 2016 | "Skumppalaulu"                 | –                            |
| 2017 | "Sudenhetkellä"                | –                            |
| 2017 | "Vantaan kokoinen yksinäisyys" | Toinen nainen                |
| 2017 | "Riisu kokonaan"               | Toinen nainen                |
| 2018 | "En luovu susta koskaan"       | Toinen nainen                |
| 2018 | "Kaksi jotka pelkää"           | Toinen nainen                |
| 2020 | "Katso mua"                    | –                            |
| 2020 | "Pyyntö"                       | Kausi 11 ensimmäinen kattaus |